# 방과후의 플레이아데스
방과후의 플레이아데스(일본어: 放課後のプレアデス 호우카고 노 푸레아데스[*])은 가이낙스(GAINAX) 제작의 일본의 웹 애니메이션이다. 가이낙스와 일본의 자동차 제조 회사 후지 중공업(스바루)이 전개하는 애니메이션 프로젝트 "SUBARU x GAINAX Animation Project"의 제1탄 작품이다. 2011년 2월 1일부터 유튜브에서 전달이 개시되었으며, 2015년 4월 10일부터 6월 24일까지 TV 애니메이션으로 방영되었다. 현재는 극장판이 제작중이다.

## 등장 인물
스바루 (すばる)
성우: 다카모리 나츠미(高森奈津美)
아오이 (あおい)
성우: 오하시 아유루(大橋歩夕)
이츠키 (いつき)
성우: 다테노 카나코(立野香菜子)
히카루 (ひかる)
성우: 마키노 유이(牧野由依)
나나코 (ななこ)
성우: 후지타 사키(藤田咲)
플레이아데스 성인 (プレアデス星人)
성우: 후지타 사키
미나토 (みなと)
성우: 쿠와시마 호코(桑島法子)

## 스탭
- 감독: 사에키 쇼지(佐伯昭志)
- 컨셉 아티스트: 키쿠치 다이스케 (菊地大輔)
- 캐릭터 디자인: 오츠카 마이 (大塚舞)
- 3D 감독: 코미야 토모히코 (小宮智彦)
- 촬영감독: 야마다 토요노리 (山田豊徳)
- 음향감독: 이다 사토키(飯田里樹)
- 색채설계: 요시무라 토모에 (吉村智恵)
- 미술설정: 오가와 마미오 (緒川マミオ)
- 미술감독: 카토 히로시(加藤浩)
- 편집: 히라키 다이스케 (平木大輔)
- 음악: 다나하시 UNA 노부히토 (棚橋UNA信仁)
- 애니메이션 제작: GAINAX

## 주제가
「방과후의 플레이아데스」
가창 - 스바루 (다카모리 나츠미), 아오이 (오하시 아유루), 이츠키 (다테노 카나코), 히카루 (마키노 유이), 나나코 (후지타 사키)